# Хопца
Хопца (груз. ხოფცა) — село в Грузії.
За даними перепису населення 2014 року в селі проживає 37 осіб.